# Listen (David Guetta)
Listen è il sesto album in studio del DJ francese David Guetta, pubblicato il 21 novembre 2014.

## Tracce
Edizione standard
1. Dangerous (featuring Sam Martin) – 3:23
2. What I Did for Love (featuring Emeli Sandé) – 3:27
3. No Money No Love (con Showtek featuring Elliphant & Ms. Dynamite) – 3:57
4. Lovers on the Sun (featuring Sam Martin) – 3:23
5. Goodbye Friend (featuring The Script) – 3:49
6. Lift Me Up (featuring Nico & Vinz & Ladysmith Black Mambazo) – 3:58
7. Listen (featuring John Legend) – 3:46
8. Bang My Head (featuring Sia) – 3:53
9. Yesterday (featuring Bebe Rexha) – 4:03
10. Hey Mama (featuring Nicki Minaj, Bebe Rexha & Afrojack) – 3:12
11. Sun Goes Down (con Showtek featuring Magic! & Sonny Wilson) – 3:31
12. S.T.O.P. (featuring Ryan Tedder) – 3:34
13. I'll Keep Loving You (featuring Jaymes Young & Birdy) – 3:08
14. The Whisperer (featuring Sia)

Tracce aggiuntive edizione deluxe
1. BAD! (con Showtek featuring Vassy) – 2:50
2. Rise (featuring Skylar Grey) – 3:55
3. Shot Me Down (featuring Skylar Grey) – 3:11
4. Dangerous (featuring Sam Martin) (Robin Schulz remix) – 3:20